# Пхулбари (город, Динаджпур)
Пхулбари (бенг. ফুলবাড়ী, англ. Phulbari) — город на севере Бангладеш, административный центр одноимённого подокруга. Площадь города равна 16,03 км². По данным переписи 2001 года, в городе проживало 28 557 человек, из которых мужчины составляли 51,05 %, женщины — соответственно 48,95 %. Плотность населения равнялась 1781 чел. на 1 км². Уровень грамотности населения составлял 55,1 % (при среднем по Бангладеш показателе 43,1 %). 